# Mario Gerosa
Mario Oscar Gerosa (Rosario, 27 de abril de 1967) es un ex–jugador italiano de rugby nacido en Argentina que se desempeñaba como wing.

## Selección nacional
Fue convocado a los Pumas por primera vez en septiembre de 1987 para enfrentar a los Teros y disputó su último partido una semana más tarde ante los Cóndores, en total jugó dos partidos y marcó cuatro tries con su país natal. Con la Azzurri debutó en mayo de 1994 ante la República Checa y disputó su último partido en junio de 1995 ante Argentina. En total entre ambos seleccionados jugó nueve partidos y marcó ocho tries para un total de 36 puntos (un try valía 4 puntos hasta 1992).

### Participaciones en Copas del Mundo
Solo disputó la Copa del Mundo de Sudáfrica 1995 donde los italianos fueron eliminados en fase de grupos tras ser derrotados por Manu Samoa y el XV de la Rosa. Gerosa jugó el último partido contra Argentina y marcó el try de la victoria italiana.
| Mundial                       | Sede      | Resultado    | PJ | Tries |
| ----------------------------- | --------- | ------------ | -- | ----- |
| Copa Mundial de Rugby de 1995 | Sudáfrica | Primera fase | 2  | 1     |

## Palmarés
- Campeón del Sudamericano de Rugby A de 1987.